# 葡萄嗜热菌属
葡萄嗜热菌属為硫还原球菌目硫还原球菌科的一属革兰氏阴性菌。栖息于海底沉积物或“黑烟”。此属的模式种为海洋葡萄嗜热菌(Staphylothermus marinus)。

## 下属物种
本属包括以下物种：
- Staphylothermus hellenicus Arab et al., 2000[1]
- 海洋葡萄嗜热菌 Staphylothermus marinus Stetter and Fiala, 1986